# Dorfkirche Eichwalde

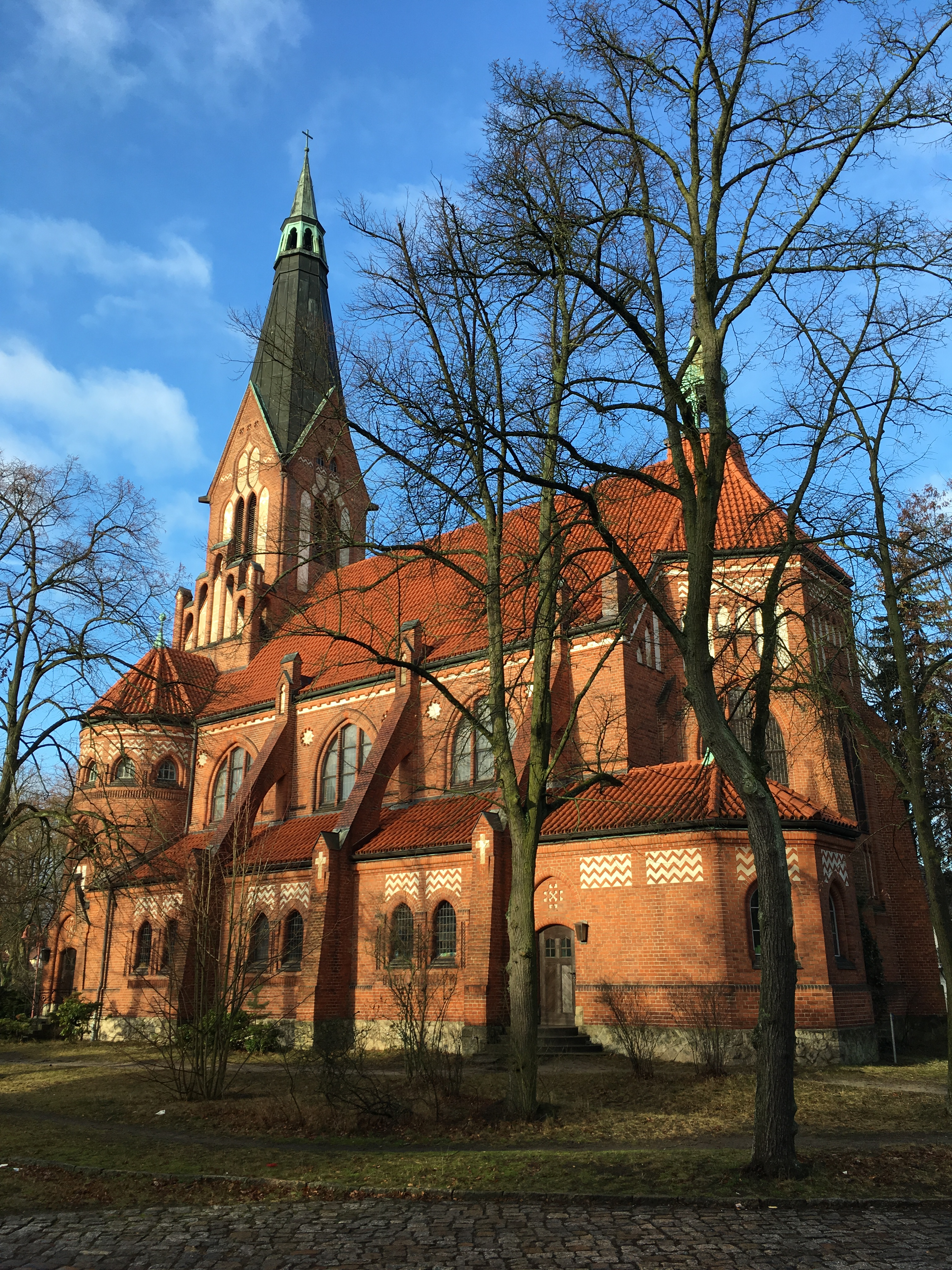
Dorfkirche Eichwalde

Die evangelische Dorfkirche Eichwalde ist eine neugotisch-neoromanische Basilika in Eichwalde, einer Gemeinde im
Landkreis Dahme-Spreewald im Land Brandenburg. Die Kirchengemeinde gehört zum Kirchenkreis Neukölln der Evangelischen Kirche Berlin-Brandenburg-schlesische Oberlausitz. Im Innenraum befindet sich die weltweit einzige erhalten gebliebene Parabrahm-Orgel.

## Lage
Im nördlichen Teil der Gemarkung von Eichwalde liegt der Händelplatz, auf den von Norden und Süden kommend die Grünauer Straße sowie von Westen nach Osten die Stubenrauchstraße zuführt. Im nordöstlichen Segment des Platzes steht die Kirche auf einem Grundstück, das nicht eingefriedet ist.

## Geschichte
1893 wurde das zu Schmöckwitz gehörende Rittergut Radeland an Siedler verteilt. Sie gründeten mit Wirkung zum 20. März 1893 die Landgemeinde Eichwalde, waren aber noch nach Schmöckwitz eingepfarrt. Die Bevölkerung wuchs in den kommenden Jahren durch die vergleichsweise gute Bahnanbindung sowie die Lage an der Dahme stark an. Der Gottesdienst fand zu dieser Zeit in einem Gebäude am Romanusplatz statt. Dieses Bauwerk ist im 21. Jahrhundert nicht mehr vorhanden. 1896 gründete sich daher ein Kirchenbauverein. 1899 wurde die evangelische Kirche von Schmöckwitz getrennt und eine eigenständige Kirchengemeinde. Bereits zu dieser Zeit gab es erste Überlegungen, einen eigenen Sakralbau zu errichten. Sie konnten die Kaiserin Auguste Viktoria gewinnen, den Kirchenbau zu unterstützen. Mit ihrer Hilfe fand am 18. Oktober 1906 die Grundsteinlegung statt. Der ausführende Architekt war Carl Zaar, der Baumeister Rudolf Vahl. Das Richtfest feierte die Gemeinde am 12. August 1907, die Kirchweihe am 15. Dezember 1908 im Beisein des Kabinettsrates Karl von Behr. Die Kaiserin war nicht anwesend, schenkte der Gemeinde jedoch eine Bibel mit ihrer Widmung.
Im Ersten Weltkrieg musste die Gemeinde die Pfeifen der Orgel im Zuge einer Metallspende des deutschen Volkes abgeben. Nach Ende des Krieges spendete der Kirchenchor Geld, um neue Pfeifen anzuschaffen. 1927 bauten Handwerker einen elektrischen Antrieb für das Geläut ein. Da die Glocken aus Stahl gegossen waren, mussten sie im Zweiten Weltkrieg nicht abgegeben werden, sondern verblieben im Turm. Bei einem Angriff am 24. Dezember 1943 wurden jedoch Fliegerbomben in der Waldstraße abgeworfen. Durch die Druckwelle wurden fast alle Fenster zerstört. Lediglich das mittlere Fenster im Chor, das auch Christusfenster genannt wird, blieb erhalten. In den 1950er Jahren übermalten Handwerker die ursprüngliche Farbgebung im Innenraum mit weißer Farbe. 1976 zog ein Orkan über die Gemeinde, der das Kreuz von der Turmspitze in das Kirchendach stürzen ließ. 1987 ließ die Kirchengemeinde das Dach des Kirchturms mit Kupfer verkleiden. 1993 erfolgte die Unterschutzstellung in die Denkmalliste. 1999 erneuerten Handwerker die Fenster. 2002 restaurierte der Orgelbauer Christian Scheffler die Orgel. 2008 wurde das Dach des Kirchenschiffs erneuert. 2013 erhielt das Schiff einen neuen Anstrich.

## Baubeschreibung

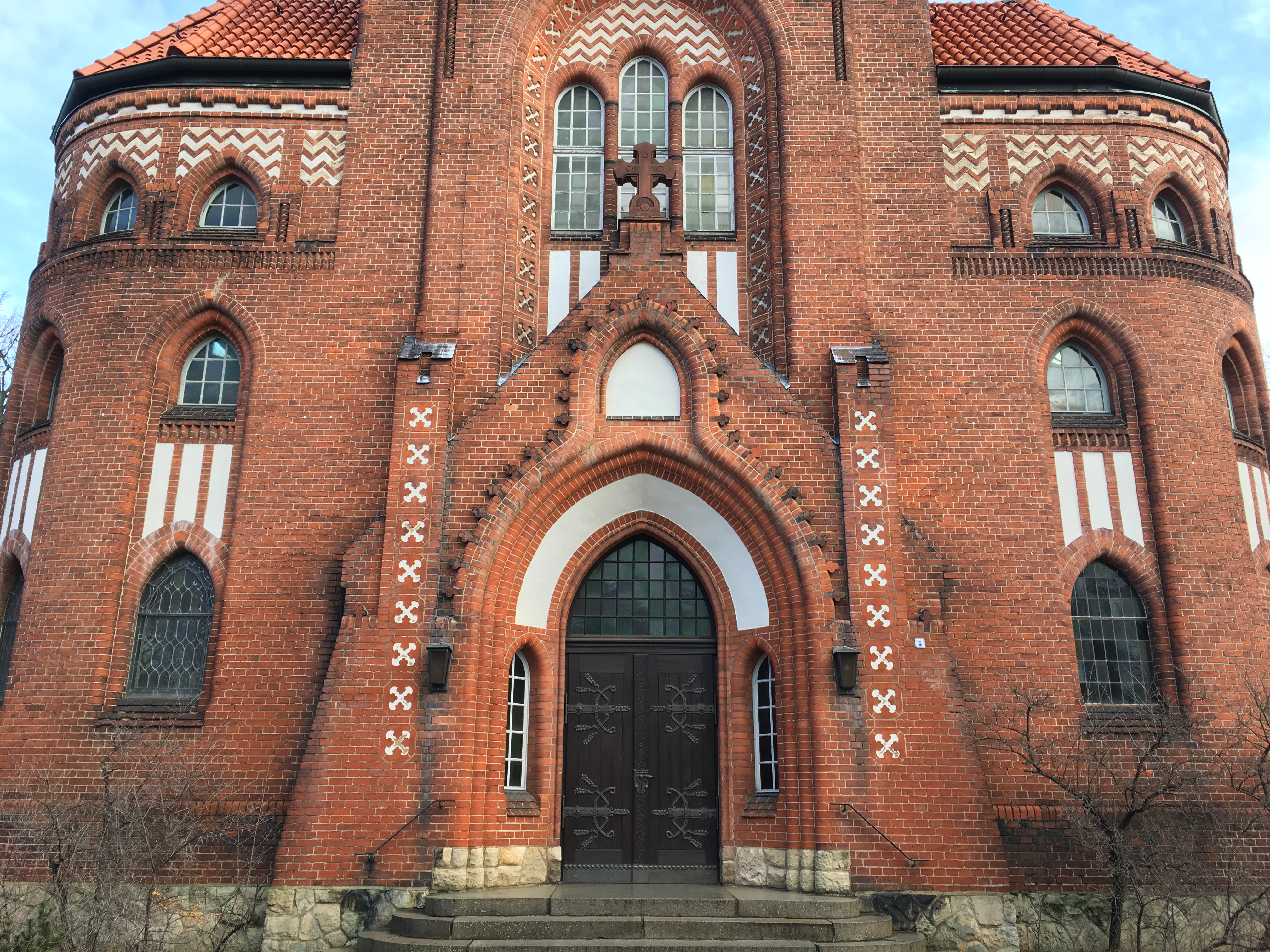
Westportal

Das Bauwerk wurde im Wesentlichen aus rötlichem Mauerstein auf einem umlaufenden Sockel aus unbehauenen und nicht lagig geschichteten Feldsteinen errichtet. Der polygonale Chor ist nicht eingezogen. Die drei Seiten werden durch hohe Strebepfeiler stabilisiert. Dazwischen sind im unteren Bereich an jeder Seite je sechs schmale Blenden mit einem Maßwerk am oberen Ende. Darüber ist jeweils ein großes, dreigeteiltes Spitzbogenfenster. Oberhalb ist eine weitere Blendenreihe, darüber eine querrechteckige Blende mit einem wellenförmigen Fries sowie am Übergang zum Dach ein nach unten geöffneter, weiterer Fries. Auf dem Dach sitzt eine schlanke Turmhaube mit einer Turmkugel.
Nach Westen schließt sich das dreischiffige Langhaus an. Dessen Ostseite ist zunächst geschlossen, lediglich der Giebel ist mit Blenden verziert. An der Südseite ist das Langhaus bis auf die Länge des Chorschlusses verlängert. Dort ist eine Sakristei mit drei Spitzbogenfenstern am polygonalen Ostschluss und einem wellenförmigen Fries am Übergang zur Dachtraufe. Die beiden Langseiten sind ansonsten identisch gestaltet. Drei mächtige Strebepfeiler erstrecken sich vom Seitenschiff über das Langhaus bis in kleine Fialen am Dach des Kirchenschiffs. Sie spannen so drei große Felder auf. In den Seitenschiffen sind dort zwei paarweise angeordnete Spitzbogenfenster mit einem darüberliegenden Wellenfries verbaut. Im Hauptschiff werden diese durch je ein großes Spitzbogenfenster vervollständigt. Die Strebepfeiler wie auch die Wände des Langhauses sind seitlich der Fenster mit kreuz- bzw. sternförmigen Blenden verziert. Die Schiffe tragen je ein schlichtes Satteldach.
Im Westen schließt sich schiffsbreite und 46 Meter hohe Kirchturm an. Das mächtige Westportal ist mit einem mehrfach profilierten Gewände geschmückt, seitlich zwei mit Kreuzen geschmückte Strebepfeiler. Darüber ist ein Giebel mit einer spitzbogenförmigen Blende; darauf ein Kreuz. Seitlich schließen sich kunstvoll verzierte, spitzbogenförmige Blenden an, die sich zu je drei Fenstern pro Seite formen. Sie schließen mit kreisrunden Turmaufsätzen ab, in denen kleine spitzbogenförmige Fenster eingelassen sind. Daraus erhebt sich mittig der Turmaufsatz, der mit Fialen und Blenden geschmückt ist. Im ebenfalls blendengeschmückten Glockengeschoss ist zunächst im unteren Bereich eine Turmuhr, darüber zwei gekoppelte Klangarkaden. Sie gehen in einen Spitzhelm über, der mit Laterne und Turmkugel abschließt.

## Ausstattung
Der Altar und die Kanzel stammen aus der Jerusalemkirche in Berlin. Das Altarretabel besteht aus einem Aufbau aus indischem Teakholz mit einer Rückwand, die die Grablegung Christi zeigt. Während die Kirchengemeinde angibt, dass es sich bei dem verwendeten Material im Kupfer handelt, verweist das Dehio-Handbuch einen Bronzeguss an. Das Werk wurde 1907 vom deutschen Bildhauer Otto Rohloff hergestellt. Bei dem Werk handelt es sich um ein Geschenk des Eichwalder Mitbegründers Paul Schmidt aus Berlin-Grünau. Oberhalb ist ein halbkreisförmiger Aufsatz, der mit Knorpelwerk verziert ist. Darin ist eine figürliche Darstellung von Jesus Christus. Die Fünte spendete der Hofsteinmeister Schilling aus Berlin-Tempelhof. Das mittlere Fenster im Altarraum mit einer Abbildung des Abendmahls stellt eine weitere Spende der Kaiserin dar, während die übrigen Fenster von Eichwalder Familien gestiftet wurden.

## Orgel

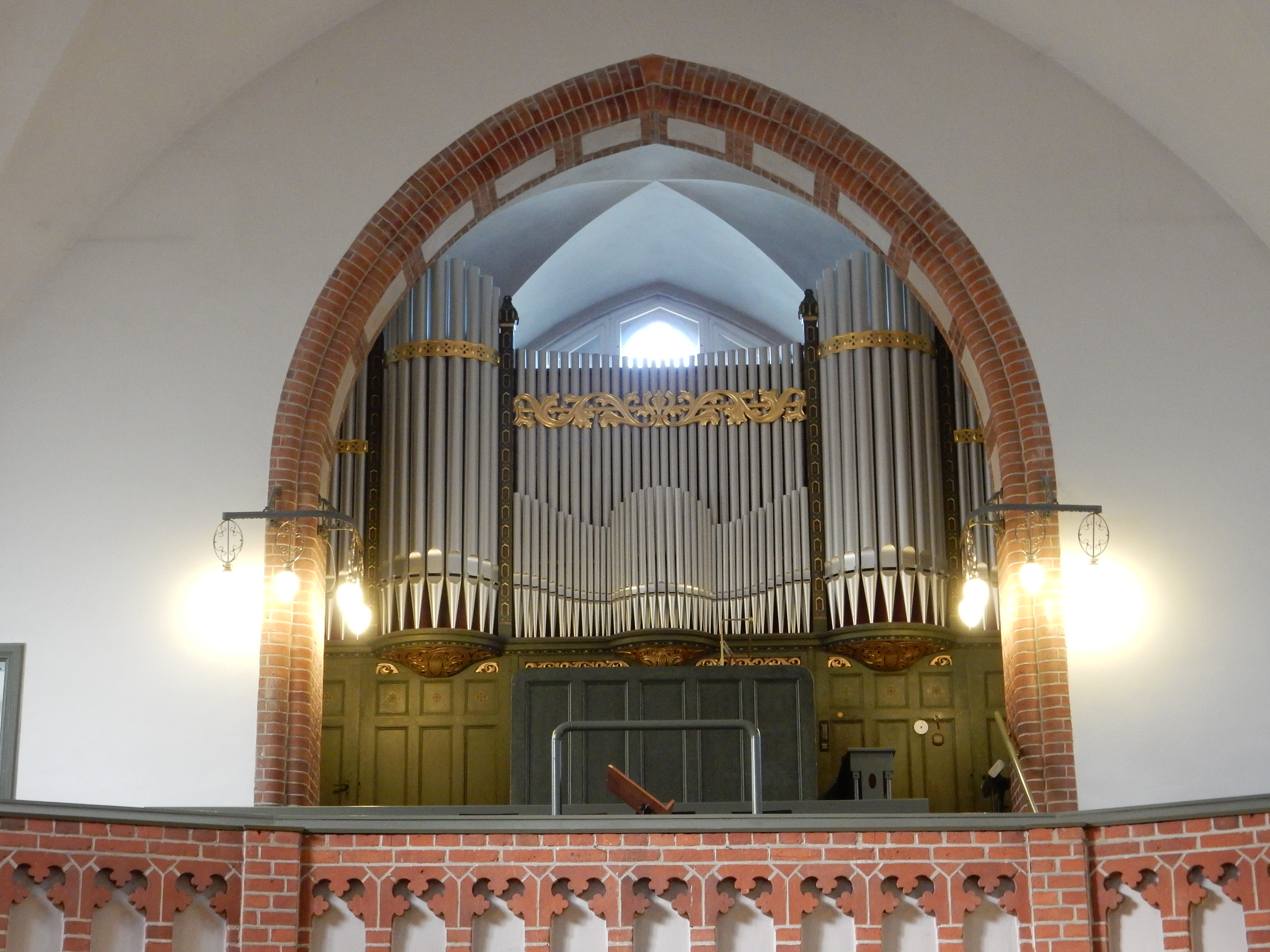
Prospekt der Parabrahm-Orgel

Die Orgel schuf Friedrich Weigle (Sohn) in Zusammenarbeit mit der Harmonienbaufirma J. & P. Schiedmayer (Stuttgart) im Jahr 1908 für 10.000 Mark. Es handelt sich um die einzige erhalten gebliebene Parabrahm-Orgel. Das Instrument wurde 2002 durch die Orgelwerkstatt Ch. Scheffler (Sieversdorf bei Frankfurt/Oder) restauriert.

## Glocken
Im Turm hängen drei Glocken mit den Schlagtönen d – fis – h. Sie sind ein Geschenk des Eichwalder Ehrenbürgers Hugo Hoffmann und tragen die Inschriften: „Fürchtet Gott“, „Ehret den König“ sowie „Habt die Brüder lieb“. Auf der größten Glocke ist zusätzlich die Inschrift angebracht: „Uns stiftete Familie Hugo Hoffmann Anno 1907, da Karl Lützow erster Pfarrer unserer Gemeinde war“. Die Glocken wurden aus Gussstahl bei der Firma Mayer & Kühne in Bochum hergestellt und bis 1927 per Hand bedient.